# Ein Hologramm für den König (Film)
Ein Hologramm für den König (Originaltitel: A Hologram for the King) ist eine deutsch-US-amerikanische Filmkomödie des Regisseurs Tom Tykwer aus dem Jahr 2016. Vorlage für den Film ist der gleichnamige Roman von Dave Eggers.

## Handlung
Der 54-jährige Vertriebsmanager Alan Clay aus Boston soll in Saudi-Arabien dem König Abdullah ein holografisches Telefonkonferenzsystem verkaufen. Er steht von allen Seiten unter Druck: Alan will das College für seine Tochter finanzieren, sein Chef setzt – vergebliche – Hoffnungen auf die von Alan offensichtlich zu optimistisch dargestellten Beziehungen zu einem Neffen des Königs, der Auftrag in der Wüste in der zu bauenden Kings Metropolis of Economy and Trade stellt wahrscheinlich seine letzte Chance im gehobenen Management dar. Seine Perspektiven haben sich nach der Finanzkrise und nach seinen persönlichen Krisen mit gescheiterter Ehe, weit unter Wert verkauftem Haus und durch seine Mitverantwortung für die letztendlich ruinöse Outsourcing-Strategie seines früheren Arbeitgebers Schwinn dramatisch reduziert. Zusätzlich zu diesen Problemen wird er vom Jetlag, einer Zyste am Rücken und Alkoholmissbrauch geplagt.
Während des tagelangen Wartens auf Termine mit Geschäftspartnern lernt er seinen Fahrer Yousef und die schöne Ärztin Dr. Zahra Hakeem kennen. Beeindruckt von diesen Begegnungen und unter dem Einfluss der neuen kulturellen Eindrücke wird das Treffen mit dem König immer mehr zur Nebensache für Alan.

## Produktion
Der Film wurde im Jahr 2014 in Marokko, Ägypten, den Vereinigten Staaten und Deutschland gedreht. Die teilweise animierte Eröffnungssequenz des Films wurde von dem österreichischen Studio Neuer Österreichischer Trickfilm unter der Leitung von Benjamin Swiczinsky produziert, wurde aber im fertigen Film erheblich gekürzt.

## Filmmusik
Die Filmmusik von Johnny Klimek und Tom Tykwer spielte das MDR-Sinfonieorchester unter der Leitung von Kristjan Järvi ein.

## Hintergrund

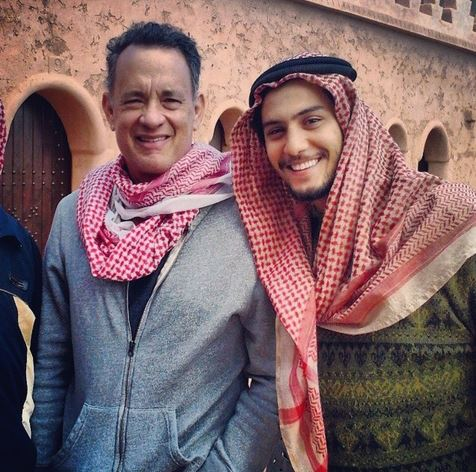
Tom Hanks (li.) am Set im März 2014

Die Premiere fand am 20. April 2016 auf dem Tribeca Film Festival in New York statt. In Deutschland kam der Film am 28. April 2016 in die Kinos und hatte ca. 213.000 Besucher.

## Rezeption

### Kritiken
„In solchen Momenten, wenn er abbildet, wie ein einst Mächtiger aus allen Systemen fällt, die ihm Kraft gegeben haben, ist dieser Film am besten. Seine schwächeren Momente sind die, in denen die Wandlung Clays allzu gefühlig geschildert wird, sein zögerliches Öffnen für die wie vom Himmel geschickte reiche, schöne und alleinstehende Zahra, sein Schlussbild zumal, das hart am Kitsch gebaut ist.“

„Der Regisseur Tom Tykwer schert sich gar nicht erst um politisch-ökonomische Grundsatzfragen. Das ist ein Glück. Tykwer begreift den Ausflug in die Wüste als Forschungsexpedition. Er lässt seinen Stamm-Kameramann Frank Griebe in wunderschönen Bildern schwelgen […]. Parallel zu dieser äußeren Pracht – der Film wurde übrigens größtenteils in Marokko gedreht – betreibt Tykwer die Seelenerforschung seines Helden.“

### Auszeichnungen
Deutscher Filmpreis 2016
- Ausgezeichnet in der Kategorie Beste Tongestaltung (Roland Winke, Matthias Lempert und Frank Kruse)
- Nominiert in der Kategorie Programmfüllende Spielfilme
- Nominiert in der Kategorie Bester Schnitt (Alexander Berner)